# Echograf
Echograf – echosonda z urządzeniem zapisującym. Zapis z echografu to echogram, zaś metoda badania odległości echografem to echografia.